# Bednarskie
Bednarskie (prononciation : [bɛdˈnarskʲɛ]) est une localité polonaise de la gmina de Lipinki, située dans le powiat de Gorlice en voïvodie de Petite-Pologne.